# Kanwa

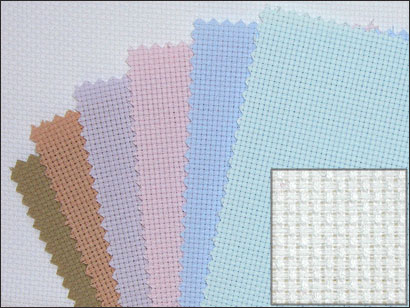
Kanwa

Kanwa (fr. canevas) – tkanina lniana lub konopna, z grubych, usztywnianych nici (współcześnie również z plastiku), o regularnym, rzadkim splocie, tzw. płóciennym. Używana jako podkład do haftu krzyżykowego i półkrzyżykowego. Popularna od XVIII wieku.
W przypadku tzw. wzorów liczonych – używana jest kanwa czysta (bez nadruku), ale możliwy jest też zakup kanwy z nadrukowanym wzorem, który następnie bezpośrednio pokrywa się nicią. 
Występuje w różnych rozmiarach – najpopularniejsze to 11, 14, 16 i 18 (11 to kanwa rzadka, 18 – gęsta). Bezpośrednio przekłada się to na liczbę krzyżyków na 1 cal. Istnieje również kanwa nazywana płótnem pomocniczym – służy jako podkład pomocniczy do haftu krzyżykowego na tkaninach o nieregularnym splocie (np. na koszulkach bawełnianych, czy jedwabnej bluzce), którą po zakończeniu haftu, wypruwa się spod niego.
W języku polskim, w przenośni, kanwa oznacza również podstawę lub tło czegoś, najczęściej utworu literackiego lub filmowego.